# L'apprendista eretico
L'apprendista eretico  (The Heretic's Apprentice) è un giallo storico di ambientazione medievale, pubblicato nel 1989  dall'autrice britannica Ellis Peters. È il sedicesimo romanzo delle Cronache di Fratello Cadfael, nelle quali indaga il monaco benedettino.
Un pellegrino di ritorno dalla Terra Santa porta con sé un dono in dote e una mente fresca di idee, il che lo porta ad essere accusato di eresia e a essere coinvolto in un omicidio nella sua famiglia, proprio in occasione della celebrazione della traslazione delle ossa di Santa Winifred all'Abbazia di Shrewsbury. Fratel Cadfael, l'Abate Radulfus e lo sceriffo Hugh Beringar collaborano per trovare l'assassino e, cosa ancora più difficile, il movente dell'omicidio. Il vescovo Roger de Clinton e un canonico agostiniano dell'Arcivescovo di Canterbury affrontano la sfida di distinguere la vera fede religiosa dall'eresia, al confine con il Galles nel cuore dell'estate del 1143.

## Trama
La vicenda si svolge nel giugno 1143 a Shrewsbury. Nell'abbazia dei Santi Pietro e Paolo fervono i preparativi per l'annuale festa in onore di Santa Winifred e si attendono numerosi pellegrini. 
Alcuni giorni prima della festa giunge all'abbazia Gerbert, un canonico agostiniano. Egli è un personaggio importante a Canterbury, presso l'arcivescovo Theobald, ed è diretto dal conte di Chester. Il suo cavallo si è azzoppato e dovrà sostare una decina di giorni prima di riprendere il cammino. Gerbert si risente del ritardo, dimostra di essere un religioso altezzoso e fa immediatamente chiamare lo sceriffo Beringar al suo cospetto per avere informazioni sul conte e sul sovrano del Galles Owain Gwynedd.
Quello stesso giorno un giovane arriva all'abbazia trainando un carretto che trasporta la salma di William di Lythwood. Il ragazzo è Elave, che è partito da Shrewsbury sette anni prima per accompagnare William in un pellegrinaggio fino a Gerusalemme. Il suo anziano compagno si è ammalato ed è morto in Francia, sulla via del ritorno ed egli ha poi trasportato il suo corpo fino a Shrewsbury dove l'uomo voleva essere sepolto.
Il giorno seguente, in capitolo, Elave chiede all'abate che sia concessa a William di Lythwood la sepoltura nel cimitero dell'abbazia. Tuttavia, il canonico Gerbert e il diacono del vescovo de Clinton che lo accompagna, sollevano dei dubbi in proposito. I due sono convinti che il defunto fosse un eretico e che nemmeno il pellegrinaggio fino a Gerusalemme abbia in qualche modo lavato la colpa delle sue teorie non completamente in linea con quelle della Chiesa. L'abate alla fine ha la meglio e garantisce la sepoltura.
Elave a quel punto parte per avvisare i parenti del suo signore riguardo agli avvenimenti così che essi possano partecipare alle esequie. Lì ritrova solo uno dei due nipoti di William, Jevan, dato che Girard è in viaggio per affari. Nella casa incontra nuovamente anche Margaret (la moglie di Girard), il vecchio contabile Aldwin e il pastore Conan. Mentre sta lasciando l'abitazione incontra anche la figlia adottiva di William, la diciannovenne Fortunata. Elave ha portato per lei la dote che William le voleva consegnare: uno scrigno di legno intarsiato di enorme valore. Si decide però di non aprirlo fino al ritorno di Girard per vedere cosa contenga.
La simpatia che immediatamente si instaura nuovamente tra Fortunata ed Elave ingelosisce Conan. Egli decide così di attirare le antipatie della Chiesa su Elave con l'aiuto del contabile Aldwin che è spaventato dal pensiero di essere soppiantato dal giovane e di rimanere disoccupato. Essi infatti, dopo le esequie, fanno bere Elave leggermente più del dovuto e lo inducono a parlare di questioni di fede, riuscendo a strappargli affermazioni che alle orecchie dei prelati più zelanti potrebbero essere tacciate di eresia. A testimonianza di quelle parole c'è anche Fortunata che non ci vede nulla di male.
Il giorno seguente, Aldwin si presenta in capitolo con le accuse. Sebbene l'abate tenti di contenere lo sdegno e l'intransigenza di Gerbert egli non può in alcun modo impedire che accusato, accusatore e testimoni parlino dinanzi al capitolo. Elave non rinnega quanto affermato in materia di fede e pure Fortunata ammette le sue parole dinanzi ai religiosi. Gerbert è già pronto ad imprigionarlo con l'accusa di eresia, ma tale accusa può essere mossa solo dal vescovo de Clinton. Nell'attesa dell'alto prelato l'abate concede al giovane Elave di andare e venire a suo piacimento, purché non lasci l'abbazia. 
Purtroppo quello stesso giorno, Aldwin, che aveva confessato a Fortunata e agli altri parenti di William il motivo delle sue parole e aveva deciso di ritrattare quanto affermato, viene ucciso con una pugnalata alle spalle e il suo corpo gettato nel fiume Severn.
Dato che in principio non è conosciuta l'ora del decesso, i primi sospetti dello sceriffo cadono su Elave, ma Beringar e Cadfael indagano anche in altre direzioni. Nel frattempo Elave viene trattenuto in una cella dell'abbazia. 
Infine, Cadfael e Beringar riescono a scagionare Elave, a scoprire il movente dell'omicidio, e a impedire un secondo delitto, riportando contemporaneamente alla luce un salterio miniato di enorme valore realizzato a San Gallo due secoli prima. Quando il vescovo Roger de Clinton arriva all'abbazia e ascolta le accuse di eresia a carico di Elave queste decadono, permettendo al giovane e a Fortunata di sposarsi.

## Edizioni italiane
- L’apprendista eretico, collana La Gaja Scienza n°607, traduzione di Elsa Pelitti, illustrato, Milano, Longanesi, marzo 2000,  p. 248, ISBN 88-304-1756-4. - Milano, Mondolibri, 2000; copertina di Ezio Rolle, Milano, TEA, 2002, ISBN 88-502-0167-2, pp.248.
- L'apprendista eretico, in:  Le cronache di Fratello Cadfael. Volume sesto, Milano, TEA, 2025, ISBN 978-88-502-7207-5.